# روی اوربیسن
روی کلتون اوربیسن (به انگلیسی: Roy Kelton Orbison) خواننده،ترانه‌سرا و موسیقی‌دان، راک اند رول آمریکایی بود که به‌خاطر صدای خاص و قدرتمنداش، ساختار پیچیدهٔ آهنگ‌هایش و شیوهٔ بیانی محزون بالادهایش شناخته شده‌است.
اوربیسن دوران کودکی و نوجوانی‌اش را در تگزاس سپری کرد و در دوران دبیرستان اولین‌بار خوانندگی را در یک گروه کانتری/راک‌ابیلی تجربه کرد. در سال ۱۹۵۶ اولین کار حرفه‌ای‌اش را طی قراردادی با شرکت سان رکوردز ضبط کرد. اوربیسن بزرگ‌ترین موفقیت کاری‌اش را در سال‌های آغازین دههٔ ۱۹۶۰ میلادی و با شرکت مُمنت رکوردز تجربه کرد. در آن دوره ۱۵ ترانه از آثار او به جدول ۴۰ آهنگ پرفروش روز راه یافتند، ترانه‌هایی مانند «ترس مداوم»، «فقط تنهایی»، «گریه»، «در رویاها»، «آه، زن زیبا».
در دههٔ ۱۹۷۰ میلادی اوربیسن نتوانست موفقیت کارهای دههٔ ۶۰اش را تکرار کند اما در دههٔ ۱۹۸۰ بازخوانی تعدادی از کارهای‌اش توسط دیگران و استفاده از یکی از آن‌ها در فیلمی از دیوید لینچ باعث شد دوباره نام او مطرح شود. او در سال ۱۹۸۸ به همراه جورج هریسون، باب دیلن، جف لین و تام پتی اَبَرگروه ترَولینگ ویلبریز را تشکیل دادند و اولین آلبوم‌شان را در اکتبر همان سال منتشر کردند. آلبوم Traveling Wilburys Vol.۱ با موفقیت قابل توجهی روبرو شد و چندین گواهی پلاتینیوم و مولتی پلاتینیوم را از آن خود کرد. این آلبوم در ایالات متحده به ردهٔ سوم پرفروش‌ترین‌های روز راه یافت و در استرالیا به آلبوم شمارهٔ ۱ جدول فروش تبدیل شد. Traveling Wilburys Vol.۱ جایزهٔ گرمی «بهترین اجرای راک دونفره یا گروهی با آواز» را هم نصیب اعضای گروه کرد. اوریبسن در ۶ دسامبر ۱۹۸۸ و در اوج موفقیت دوران جدید کاری‌اش بر اثر حملهٔ قلبی درگذشت.
اوربیسن صدای تِنور داشت و برخی هم ادعا کرده‌اند پهنهٔ صدای او ۳ تا ۴ اکتاو بوده‌است. روزنامهٔ ایندیپندنت و لس‌آنجلس تایمز به خاطر اجرای اپرا گونهٔ اربیسن به او لقب «کاروسوی موسیقی راک» داده‌اند و الویس پریسلی یک‌بار از او به عنوان «بزرگ‌ترین خوانندهٔ تمام دنیا» یاد کرده‌است.
اوربیسن در دوران حیات‌اش اتفاق‌های ناخوشایندی مانند مرگ همسر اول‌اش و یکی از فرزندان‌اش -در دو زمان مختلف- را تجربه کرد. او در زمان اجرا ثابت در جای‌اش می‌ایستاد، در حالی‌که سراپا سیاه‌پوش بود و عینک آفتابی بزرگ تیره به چشم و یک صلیب کانتربری بر گردن داشت. مجموعه‌ای که باعث می‌شد از دید مخاطبان یک شخصیت رمزآلود داشته باشد.
نشریهٔ رولینگ استون در سال ۲۰۰۴ در معرفی «۱۰۰ هنرمند بزرگ تمام دوران» نام اوربیسن را در جایگاه ۳۷ام قرار داد و در سال ۲۰۰۸ در رده‌بندی «۱۰۰ خوانندهٔ برتر همهٔ زمان‌ها» رتبهٔ ۱۳ام را به او اختصاص داد.